# Malkara loricata
Malkara loricata är en spindelart som beskrevs av Davies 1980. Malkara loricata ingår i släktet Malkara och familjen Malkaridae.
Artens utbredningsområde är Queensland. Inga underarter finns listade i Catalogue of Life.